# Лаям Бойс
Лаям Бойс (англ. Liam Boyce, нар. 8 квітня 1991, Белфаст) — північноірландський футболіст, нападник клубу «Росс Каунті» та національної збірної Північної Ірландії.

## Клубна кар'єра
У дорослому футболі дебютував 2008 року виступами за команду клубу «Кліфтонвілл». У своєму другому сезоні 2009/10 він забив 19 м'ячів у всіх змаганнях і став найкращим бомбардиром команди. 
31 серпня 2010 року підписав контракт з німецьким «Вердером», але не зміг навіть пробитись до дублюючої команди бременців, зігравши лише 3 матчі за «Вердер II» у Третій лізі і в жовтні 2011 року покинув клуб. 
На початку 2012 року Бойс повернувся в «Кліфтонвілл». У першому ж сезоні після повернення він допоміг клубу виграти чемпіонат і Кубок ліги, а сам став найкращим бомбардиром першості. У наступному сезоні Бойс майже повністю повторив досягнення вигравши чемпіонат і Кубок ліги, але став третім у списку бомбардирів.
Влітку 2014 року у Лаяма закінчився контракт і він на правах вільного агента перейшов у шотландський «Росс Каунті». 10 серпня в матчі проти «Сент-Джонстона» він дебютував у шотландській Прем'єр-лізі. 16 серпня в поєдинку проти «Кілмарнока» Бойс забив свій дебютний гол за «Росс Каунті». 13 квітня 2015 року в матчі проти «Сент-Міррена» він зробив хет-трик. Наразі встиг відіграти за шотландську команду 99 матчів в національному чемпіонаті.

## Виступи за збірну
2008 року дебютував у складі юнацької збірної Північної Ірландії, взяв участь у 6 іграх на юнацькому рівні, відзначившись одним забитим голом.
Протягом 2010–2011 років залучався до складу молодіжної збірної Північної Ірландії. На молодіжному рівні зіграв у 9 офіційних матчах, забив 4 голи.
9 лютого 2011 року дебютував в офіційних матчах у складі національної збірної Північної Ірландії в товариській грі проти збірної Шотландії (0:3), замінивши на 72 хвилині Наялла Макгінна. Наразі провів у формі головної команди країни 7 матчів.

## Досягнення

### Клубні
- Чемпіон Північної Ірландії: 2012/2013, 2013/2014
- Володар кубка північноірландської ліги: 2012/2013,  2013/2014
- Володар кубка шотландської ліги: 2015/2016

### Індивідуальні
- Найкращий бомбардир чемпіонату Північної Ірландії: 2013/2014 (29 голів)
- Найкращий бомбардир чемпіонату Шотландії: 2016/2017 (23 голи)